# Ole Käuper
Ole Käuper (* 9. Januar 1997 in Bremen) ist ein deutscher Fußballspieler.

## Karriere

### Im Verein
Ole Käuper stammt aus einer Fußballerfamilie, bereits Vater und Großvater waren im norddeutschen Fußball verwurzelt. Über OT Bremen und den ATSV Sebaldsbrück kam er mit acht Jahren zu Werder Bremen, in dessen Nachwuchsmannschaften er sich stets durch gute Leistungen hervortat. Zur Saison 2015/16 wurde der Mittelfeldspieler in den Kader der U-23-Mannschaft aufgenommen. Am 23. Oktober 2015 (14. Spieltag) gab Käuper sein Drittligadebüt, als er beim 4:0-Heimsieg über den FC Erzgebirge Aue in der Startelf stand und in der 77. Minute gegen Angelos Argyris ausgewechselt wurde. Am 21. September 2017 gab der Verein bekannt, den bis 2020 laufenden Perspektivvertrag in einen langfristigen Profivertrag umgewandelt zu haben.
Am 13. Dezember 2017 debütierte Käuper unter Florian Kohfeldt in der Bundesliga, als er bei der 0:1-Niederlage gegen Bayer 04 Leverkusen in der Startelf stand. In der Winterpause rückte Käuper schließlich fest in den Kader der ersten Mannschaft auf. Ende Februar 2018 wurde er am Fußwurzelbereich des rechten Fußes operiert und kam bis zum Saisonende zu keinen Einsätzen mehr.
Nachdem Käuper in der Hinrunde der Saison 2018/19 – zum Teil verletzungsbedingt – lediglich einmal im DFB-Pokal und dreimal für die zweite Mannschaft in der viertklassigen Regionalliga Nord zum Einsatz gekommen war, wechselte er Anfang Januar 2019 für eineinhalb Jahre auf Leihbasis zum Zweitligisten FC Erzgebirge Aue. Käuper kam unter dem Trainer Daniel Meyer zu vier Zweitligaeinsätzen (drei in der Startelf). Mitte April 2019 wurde er aus disziplinarischen Gründen aus dem Kader gestrichen und freigestellt.
Für die Saison 2019/20 wurde Käuper an den Drittligisten FC Carl Zeiss Jena weiterverliehen. Ende September 2019 wurde Käuper aus disziplinarischen Gründen gemeinsam mit seinen Teamkollegen Marian Sarr und Kilian Pagliuca, vorerst bis zur Winterpause, in die Oberligamannschaft versetzt. Anfang Oktober erfolgte unter dem neuen Cheftrainer Rico Schmitt die Rückkehr in den Profikader. Insgesamt kam Käuper auf 22 Drittligaeinsätze (17-mal von Beginn), in denen er 3 Tore erzielte. Der FC Carl Zeiss Jena stieg am Saisonende in die Regionalliga Nordost ab, woraufhin er den Verein verließ.
Zur Saison 2020/21 kehrte Käuper zu Werder Bremen zurück und wurde in den Kader der zweiten Mannschaft integriert. Bei den Pflichtspielen wurde er allerdings nicht berücksichtigt.
Ende Januar 2021 wechselte der 24-Jährige bis zum Saisonende auf Leihbasis zum slowakischen Erstligisten FC Nitra. Neben Käuper verpflichtete der Verein mit Yanni Regäsel, Sinan Kurt, Ekin Çelebi, Ramzi Ferjani, Benjamin Kindsvater, Eroll Zejnullahu und Oliver Bias in diesem Monat sieben weitere deutsche Spieler. Nach 7 Einsätzen (einmal von Beginn) bat er Anfang Mai 2021 aufgrund ausbleibender Gehaltszahlungen um Vertragsauflösung und kehrte in das Training von Werders Zweitmannschaft zurück.
Zur Saison 2021/22 einigte sich Käuper mit Werder Bremen auf eine Vertragsauflösung und schloss sich dem Drittligisten SV Meppen an, bei dem er bis zum 30. Juni 2023 unterschrieb. Nach Vertragsende schloss er sich dem VfB Oldenburg in der Regionalliga Nord an.
Zurzeit spielt er beim TSV Steinbach Haiger in die Regionalliga Südwest.

### In der Nationalmannschaft
Seit der U15 wurde Käuper in den Jugendnationalmannschaften des DFB eingesetzt. Mit der U17-Nationalmannschaft nahm er an der U17-Europameisterschaft 2014 teil. Im März 2017 absolvierte er eine Partie in der U20-Auswahl.